# Katići (Serbia)
Katići (cyr. Катићи) – wieś w Serbii, w okręgu morawickim, w gminie Ivanjica. W 2011 roku liczyła 113 mieszkańców.